# Gordelbaardvogel
De gordelbaardvogel (Capito dayi) is een vogel uit de familie Capitonidae (Amerikaanse baardvogels). Deze vogel is genoemd naar de Amerikaanse zakenman en financier van expedities Lee Garnet Day (1890-1960).

## Verspreiding en leefgebied
Deze soort komt voor in het zuidelijk Amazonebekken, van westelijk Brazilië zuidelijk tot oostelijk Bolivia en het westelijke deel van Centraal-Mato Grosso.

## Status
De grootte van de populatie is niet gekwantificeerd maar de soort wordt omschreven als tamelijk algemeen. Er wordt echter aangenomen dat dit aantal snel achteruitgaat en daarom heeft deze soort op de Rode lijst van de IUCN de status gevoelig.